# Canthus rostralis
Chez les reptiles et les amphibiens, le canthus rostralis, ou crête rostrale, est la ligne reliant la pointe du museau à l’orbite oculaire, généralement sous forme de crête. C'est aussi l'angle entre les boucliers supraoculaires (Supraoculare) et la rostrale du serpent. Le canthus est une caractéristique importante pour décrire et distinguer les espèces de serpents des taxons supérieurs, par exemple, il est très raide chez de nombreuses vraies vipères (Viperinae) alors qu'il est clairement arrondi chez la plupart des crotales (Crotalus).
Chez les amphibiens, Canthus rostralis est utilisé pour décrire le bord du museau, c'est-à-dire la projection latérale plus ou moins nette du museau depuis son extrémité jusqu'au front. C'est le repère le plus sûr pour désigner la position des narines.